# بوس (ميزوري)
بوس (بالإنجليزية: Boss)‏ هي إحدى المجتمعات الفردية (غير مصنفة) في ولاية ميزوري في الولايات المتحدة الأمريكية.